# Rufino Biazon

Rufino Biazon

Rozzano Rufino "Ruffy" B. Biazon (Cavite City, 20 maart 1969) is een Filipijns politicus. Biazon is sinds 2001 lid van het Filipijns Huis van Afgevaardigden namens Muntinlupa City. Daarvoor was hij werkzaam als campagneleider van zijn vader, Rodolfo Biazon, bij de senaatsverkiezingen in 1992. Aansluitend werkte hij als manager op het kantoor van zijn vader en op dat van senator Sergio Osmeña. Daarvoor was hij directeur van het Video Regulating Body.
In 2009 werd bekend dat Biazon namens Liberal Party zou gaan deelnemen aan de senaatsverkiezingen van 2010.